# Grenzgraben (Wurmbach, Nordstetten)
Der Grenzgraben ist ein linker und westlicher Zufluss des Wurmbachs in den mittelfränkischen Landkreisen Ansbach und Weißenburg-Gunzenhausen. Am Oberlauf hat der Wurmbach bei Spielberg einen zweiten Zufluss namens Grenzgraben.

## Verlauf
Der Grenzgraben entspringt nahe einer Straße im Windpark Gunzenhausen-Wassertrüdingen zwischen Obermögersheim im Südwesten und Weilerau im Osten auf einer Höhe von 470 m ü. NHN. Der Bach fließt beständig in nordöstliche Richtung und durchquert eine weite Offenlandschaft. Er speist mehrere Weiher und durchfließt Nordstetten. Der Grenzgraben mündet nach einem Lauf von rund 2,7 Kilometern auf einer Höhe von 434 m ü. NHN östlich von Nordstetten, nordwestlich von Steinacker und nördlich der Simonsmühle von links in den Wurmbach.
Im topographischen Atlas vom Königreich Bayern (Blatt 45 Dinkelsbühl, datiert auf ca. 1830–1840) wird für den "Grenzgraben" die Bezeichnung "Hörmannsgraben" verwandt, welche sich im mundartlichen Gebrauch der älteren Einwohner Nordstettens heute noch findet.